# Leviapseudes gracilis
Leviapseudes gracilis är en kräftdjursart som först beskrevs av Norman och Stebbing 1886.  Leviapseudes gracilis ingår i släktet Leviapseudes och familjen Apseudidae. Inga underarter finns listade i Catalogue of Life.